# Юркин, Андрей Николаевич
Андрей Николаевич Юркин (род. 26 мая 1970, село Старое Качаево, Большеигнатовский район, Мордовская АССР, РСФСР, СССР) —  российский серийный убийца, совершивший совместно с двумя сообщниками 5 убийств девушек и женщин, сопряжённых с изнасилованиями, в период с 1 ноября 1994 года по 27 февраля 1995 года на территории города Саранск и его различных пригородов. На следствии дал признательные показания и указал места сброса тел жертв, но впоследствии заявил о своей невиновности в совершении убийств. В 1996 году Андрей Юркин был приговорён к смертной казни через расстрел. На момент вынесения смертного приговора в России уже действовал мораторий, вследствие чего в 1999 году Верховный суд заменил приговор Юркину на 15 лет лишения свободы, что являлось максимальным наказанием, помимо смертной казни, по УК РСФСР 1960 года, действовавшим в период совершения убийств. Отбыв уголовное наказание полностью, в 2009 году Андрей Юркин вышел на свободу и сумел социально адаптироваться к жизни в обществе. В последующие годы он не привлекался к уголовной ответственности.

## Биография

### Детство и юность
О ранних годах жизни Юркина известно мало. Родился 26 мая 1970 года в селе Старое Качаево. Имел сестру. Оба родителя Андрея вели законопослушный образ жизни, не имели вредных привычек, отрицательно влияющих на благосостояние семьи в целом. В юности Андрей Юркин начал увлекаться культуризмом. После окончания школы Юркин покинул Большеигнатовский район и переехал в Саранск. Начиная с 1992 года, Юркин работал милиционером в региональном МВД. Имел звание сержанта милиции. Был женат и имел сына. Вместе со своей семьёй Андрей Юркин проживал в общежитии, расположенном на улице Транспортная. Большую часть свободного времени занимался культуризмом в одном из спортзалов, где познакомился с различными представителями криминальной субкультуры. На тот момент Юркин обладал внушительной мускулатурой, благодаря чему получил определённую известность в округе. Большинство друзей и знакомых Юркина того период характеризовали его положительно.

### Убийства
Первые преступления, сопряжённые с грабежом и нападением на женщин, Андрей Юркин совершил в августе 1994 года совместно с 16-летним Валерием Лаврушкиным и 34-летним Андреем Костиным, с которыми он познакомился в тренажёрном зале.
Первое убийство Юркин и его сообщники совершили 1 ноября 1994 года. Их жертвой стала 24-летняя Наталья Якушкина, которая поздним вечером того дня возвращалась из дома подруги  домой по улице Студенческая. Во время нападения девушка была ограблена и избита. Якушкина опознала Юркина, так как проживала недалеко от здания, где располагался спортзал, который посещали преступники. В отличие от предыдущих жертв преступников, Наталья Якушкина стала угрожать им расправой и обращением в милицию, после чего Юркин задушил девушку. Тело убитой оттащили к гаражам, засыпали снегом, ветками и мусором. Её тело было обнаружено лишь 7 марта 1995 года. Впоследствии на допросах сообщники Юркина заявили следователям о том, что непосредственным исполнителем убийства являлся именно Андрей. Согласно их свидетельствам, Юркин испытывал небывалые эмоции во время совершения убийства, после чего во время последующих нападений на женщин всегда имел при себе кусок бельевой верёвки.
Второе убийство было совершено 24 декабря 1994 года. В тот день Юркин и Лаврушкин посадили в свой автомобиль 19-летнюю Светлану Марочкину, которую они согласились подвезти до города Рузаевка. По пути следования преступники неожиданно свернули в сторону села Зыково, где возле одного из недостроенных зданий Юркин и Костин поочередно изнасиловали жертву в извращённой форме. После изнасилования Марочкина сумела вырваться и забежать за здание, но Юркин догнал жертву, снял с неё шарф, которым задушил Светлану, после чего оттащил труп к стене и засыпал снегом.
25 января 1995 года было совершено третье убийство. Очередной жертвой Юркина стала жительница города Ульяновск 21-летняя Елена Попазова, которая училась в Педагогическом институте Саранска. Юркин познакомился с девушкой возле одного из корпусов института, после чего предложил прогуляться и выпить с ним алкогольный напиток. Юркину удалось заманить девушку на территорию строящегося нового учебного корпуса института, где он, действуя по той же схеме, совершил на неё нападение, в ходе которого изнасиловал и задушил её. После совершения убийства Юркин похитил у убитой шубу, сапоги, часы и шапку, после чего сбросил тело в яму и закидал снегом, вследствие чего труп был обнаружен только 7 марта того же года.
Четвёртое убийство произошло на территории поселка Добровольный 23 февраля 1995 года. Юркин и его сообщники напали на 34-летнюю Наталью Радайкину, которая вечером того же дня возвращалась домой из магазина. Затащив жертву на территорию одного из строящихся зданий, преступники ограбили, изнасиловали и задушили женщину, после чего достали из её пакета продукты, которые употребили в пищу. Труп Радайкиной был обнаружен через два дня.
В тот же день, 25 февраля 1995 года, Андрей Юркин совершил убийство 21-летней Галины Будниковой, тело которой было обнаружено 27 февраля недалеко от общежития, расположенного на улице Ульянова.

### Арест, следствие и суд
В ходе расследования убийств было установлено, что все убийства были совершены в местах, которые Юркин часто посещал. После убийств Андрей Юркин часто был замечен на местах их совершения совместно со своими сообщниками, после чего он попал под подозрение и за ним было установлено наблюдение. 2 марта 1995 года Юркин был арестован. После ареста он дал признательные показания и назвал следствию имена своих сообщников. Во время обыска в доме Лаврушкина были изъяты серьги Натальи Радайкиной и другие вещи, представляющие материальную ценность, которые впоследствии были опознаны родственниками других жертв, как принадлежащие им.
Судебный процесс открылся 6 декабря 1995 года. В ходе судебного разбирательства были рассмотрены 26 криминальных эпизодов. По делу проходили 13 потерпевших женщин, которых Юркин, Лаврушкин и Костин ограбили, избили и изнасиловали. Свою вину Андрей Юркин не признал и настаивал на том, что во время совершения убийств являлся лишь свидетелем, а непосредственными исполнителями убийств являлись Лаврушкин и Костин. Тем не менее, Андрей Юркин был признан виновным по всем пунктам обвинения, после чего 22 июля 1996 года Верховный суд Мордовии приговорил его к смертной казни. Во время оглашения приговора Юркин разрыдался, уткнувшись лицом в плечо конвоира, зашедшего в клетку. Его сообщники Валерий Лаврушкин и Андрей Костин также были признаны виновными по всем пунктам обвинения, но их роль в совершении убийств суд посчитал незначительной, благодаря чему им было назначено уголовное наказание в виде 10 и 6 лет лишения свободы соответственно.
После оглашения приговора, так и не признав своей вины, Андрей Юркин направил в Москву кассационную жалобу, написанную мелким почерком на 44 страницах. В своей жалобе Юркин настаивал на своей невиновности, перекладывал вину в совершении убийств на своих сообщников, пытался доказать алиби на момент совершения ряда убийств и заявлял о том, что улики, на основании которых он был осуждён, были весьма косвенными, что подвергало сомнению его причастность к совершению преступлений. Он заявил о том, что представители прокуратуры и милиции подвергали его пыткам во время следствия, из-за чего расследование было проведено с рядом нарушений, а он не получил справедливого судебного разбирательства. Вероятность судебной ошибки использовалась Юркиным в качестве аргумента на запрет смертной казни и его безоговорочного освобождения. В своей жалобе он привёл реальные примеры различных судебных ошибок, в том числе уголовное дело Андрея Чикатило, во время расследования преступлений которого в разные годы в качестве подозреваемых попало несколько человек, ряд из которых были расстреляны или неправомерно осуждены. Прибегнув к помощи средства словесной образности, Юркин с целью придать своей кассационной жалобе более выразительный эффект и смысл обильно снабдил её текст словами «Бог» и «Господь».
Фрагмент текста кассационной жалобы Андрея Юркина:
Уважаемые судьи, вы, конечно, помните, когда по делу Чикатило были расстреляны абсолютно невиновные люди. А сколько осуждено невиновных! Я понимаю, что вы в каждом человеке ищете преступника. Я у вас прошу не снижения срока, а оправдания: я никогда не был убийцей. В знак доказательства, если хотите, я покончу с собой, но после этого оправдайте меня! Уважаемый суд, поверьте в крик души и оправдайте! В своих грехах я раскаиваюсь, буквально сам себя съел. Очень раскаиваюсь, что не сдал Лаврушкина и Костина сразу. Жил бы сейчас и растил сына, которого очень ждал и люблю. Последнее моё доказательство, что я невиновен, это то, что Господь Бог меня хранил и дал сил пройти через все пытки. А какие были пытки — не дай Бог никому такое. Я молился Богу, чтобы дожить до суда, а там меня оправдают. Уважаемый суд, прошу разрешить мне показать зуб, который мне стачивали напильником во время пыток в милиции. Вашего ответа буду ждать здесь, в камере смертников…
В этот период Президент России Борис Ельцин наложил мораторий на высшую меру наказания, благодаря чему на основании Указа Президента России о его помиловании, 10 марта 1999 года Верховный суд РФ, признав вину Юркина доказанной, заменил ему смертную казнь на уголовное наказание в виде 15 лет лишения свободы, что являлось максимальным наказанием, помимо смертной казни, по УК РСФСР 1960 года, действовавшим в период совершения убийств.
Впоследствии в пресс-службе Верховного суда РФ заявили следующее:
Назначая Юркину исключительную меру наказания, суд не учел требований ст. 20 Конституции РФ, в соответствии с которой смертная казнь впредь до ее отмены может устанавливаться Федеральным законом в качестве исключительной меры наказания за особо тяжкие преступления против жизни при предоставлении права обвиняемому на рассмотрение его дела судом с участием присяжных заседателей. Такое право Юркину не было предоставлено. В этой связи суд не вправе был назначать наказание в виде смертной казни, и поэтому она подлежит замене на максимальный срок лишения свободы.

### Дальнейшая судьба
Первые годы заключения Андрей Юркин провёл в тюрьме, расположенной на территории города Чистополь, куда он был этапирован 22 мая 1999 года. В 2003 году с серийным убийцей пытались встретиться журналисты. С руководством тюремного учреждения была достигнута договорённость, однако Юркин отказался от встречи, заявив о том, что не желает общаться с прессой. После отбытия нескольких лет тюремного заключения в середине 2005 года Андрей Юркин был переведён для дальнейшего отбывания уголовного наказания в одну из колоний строгого режима, расположенных на территории Рязанской области. В колонии серийный убийца не переставал заниматься  культуризмом, благодаря чему обладал отличной физической формой. По некоторым данным, администрацией колонии Андрей Юркин характеризовался отрицательно.
В апреле 2009 года Юркин вышел на свободу. Он вернулся в родное село Старое Качаево, где проживали его отец и сестра. Как гражданин, отбывший уголовное наказание, Юркин встал на учёт в миграционной службе и в отделе внутренних дел Большеигнатовского РОВД, который возглавлял его одноклассник Иван Бочкарёв. После освобождения Юркин вёл уединённый образ жизни и избегал публичности. Он не проявлял агрессивного поведения по отношению к окружающим и вскоре заявил администрации района о том, что после восстановления документов собирается покинуть Мордовию и отправиться на постоянное место жительства в Москву или Санкт-Петербург, где проживали его друзья, с которыми он познакомился во время отбытия уголовного наказания в местах лишения свободы. После получения паспорта Андрей Юркин покинул территорию Мордовии и переехал на территорию Московской области, где нашёл жильё и занялся частными транспортными перевозками. В последующие годы Юркин перебрался в Санкт-Петербург, где также зарабатывал на жизнь грузоперевозками. Начиная с 2015 года, он снова был замечен на территории Мордовии. По словам представителей администрации Большеигнатовского района, Андрей Юркин ежегодно посещает свою сестру и других родственников в родном селе Старое Качаево, где он находится на протяжении нескольких недель, однако в проявлении девиантного поведения он замечен более не был.